# حصان شاير
حصان شاير هو سلالة بريطانية من خيول الجر. عادة ما يكون أسود أو كستنائي أو رمادي. إنه سلالة طويلة، وقد احتفظت حصان شاير في أوقات مختلفة بأرقام قياسية عالمية لكل من أكبر حصان وأطول حصان. تتمتع حصان شاير بقدرة كبيرة على سحب الوزن؛ تم استخدامه للعمل الزراعي، لسحب الصنادل في وقت كان نظام القناة هو الوسيلة الرئيسية لنقل البضائع وكعربة حصان للنقل البري. كان أحد الاستخدامات التقليدية هو سحب مصارف البيرة لتوصيل البيرة، وما زال بعضها يستخدم بهذه الطريقة؛ يتم استخدام البعض الآخر للغابات وركوب الخيل (بما في ذلك السرج الجانبي) وللترويج التجاري.

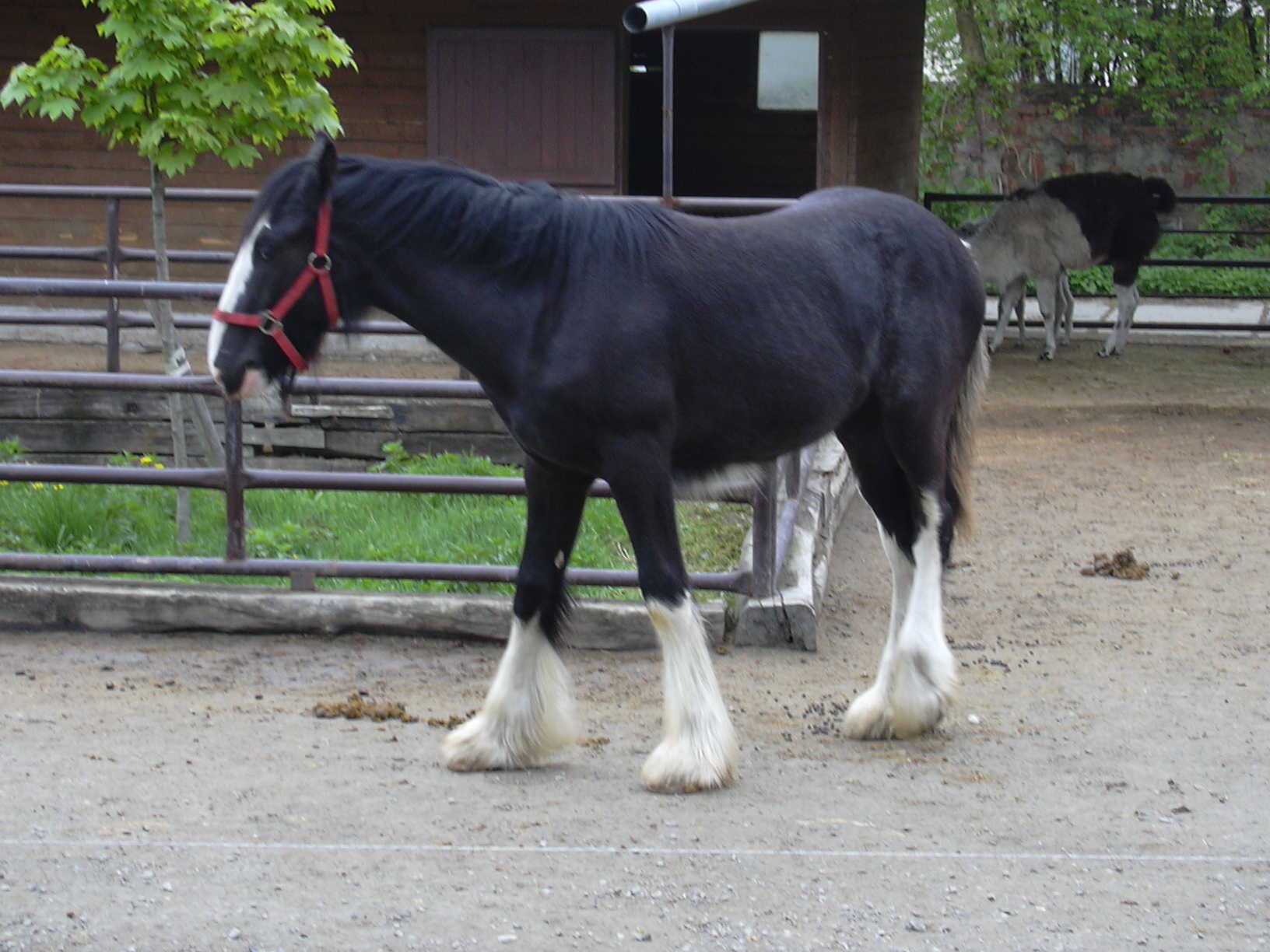
شاير أسود.

تأسست سلالة شاير في منتصف القرن الثامن عشر، على الرغم من أن أصولها أقدم بكثير. تم تشكيل مجتمع سلالات في عام 1876، وفي عام 1878 تم نشر أول كتاب خيول. في أواخر القرن التاسع عشر وأوائل القرن العشرين، كان هناك أعداد كبيرة من حصان شاير، وتم تصدير العديد منها إلى الولايات المتحدة. مع الميكنة التدريجية للزراعة والنقل، انخفضت الحاجة إلى خيول الجر بسرعة وبحلول الستينيات انخفضت أعداد الخيول من مليون أو أكثر إلى بضعة آلاف. بدأت الأرقام في الزيادة مرة أخرى منذ السبعينيات، لكن السلالة لا تزال تعتبر «معرضة للخطر» من قبل تأمين بقاء السلالات النادرة.

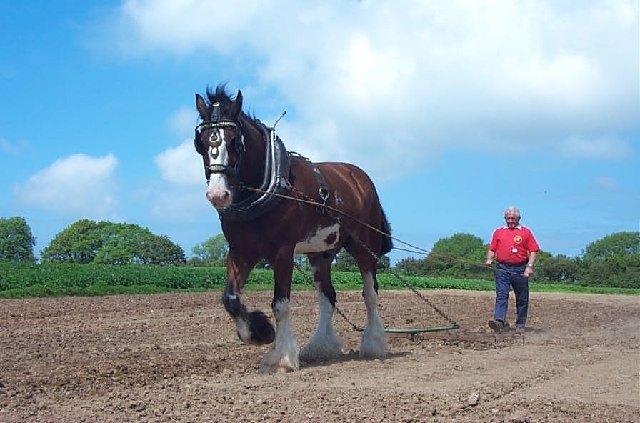
شاير يستخدم للحراثة.

## التاريخ
على الرغم من استخدام الثيران في معظم الأعمال الزراعية حتى القرن الثامن عشر، إلا أن الخيول «الصالحة للعربة أو المحراث أو العربة» كانت معروضة للبيع في سوق سميثفيلد في لندن منذ عام 1145.
تم تقييم الحصان الإنجليزي العظيم في عهد هنري الثامن، عندما لم يكن بالإمكان الاحتفاظ بالفحول التي يقل حجمها عن خمسة عشر حفنة، ولكن الدور المتزايد للبارود وضع حدًا لاستخدام الخيول الثقيلة في المعركة. فضل سلاح الفرسان لدى أوليفر كرومويل تركيب أخف وأسرع وبدأ استخدام الخيول الكبيرة في أعمال السحب بدلاً من ذلك. خلال القرن السادس عشر، أحضر المهندسون الهولنديون الخيول الفريزيان معهم عندما أتوا إلى إنجلترا لتصريف الفريز، وربما كان لهذه الخيول تأثير كبير على ما أصبح سلالة شاير.

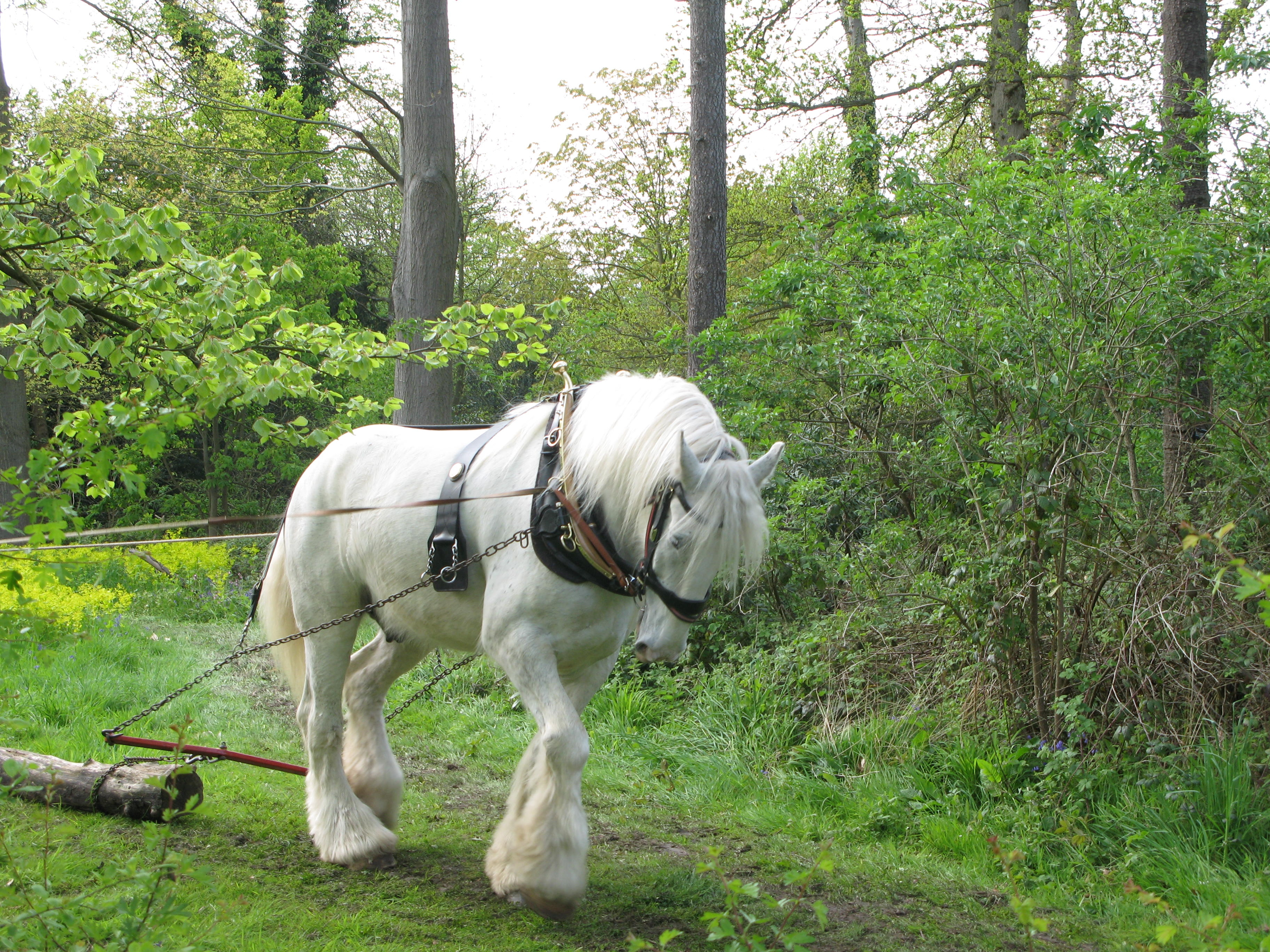
شاير رمادي يستخدم في الغابات.

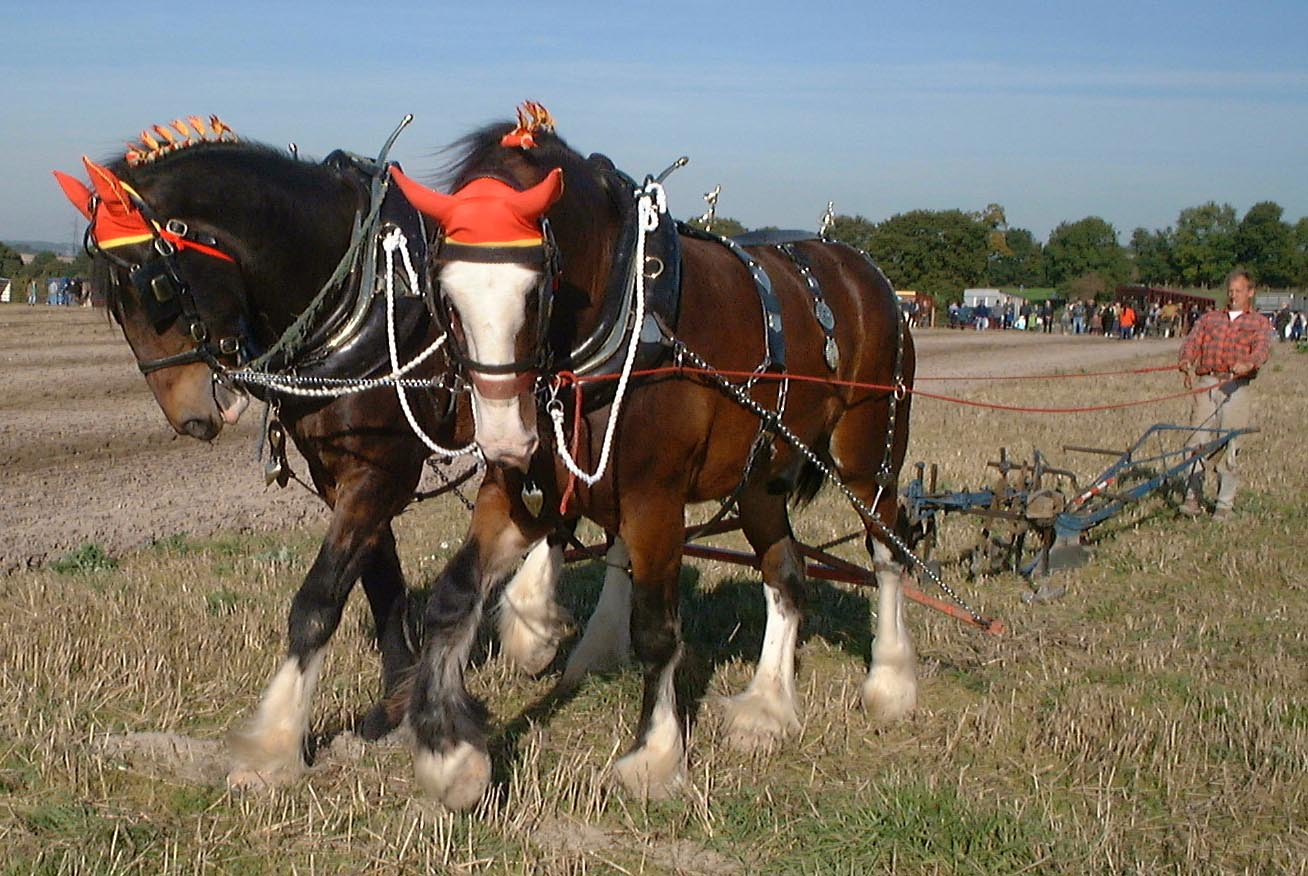
زوج من خيول شاير يحرثان

جاء من هذا الحصان في العصور الوسطى حيوان يُدعى الحصان الأسود الإنجليزي القديم في القرن السابع عشر. تم تحسين الحصان الأسود من قبل أتباع روبرت باكويل، من ديشلي جرانج في ليسترشاير،  مما أدى إلى ظهور حصان يُعرف أحيانًا باسم «باكويل بلاك». استوردت باكويل ستة أفراس هولندية أو فلاندرز، ملحوظًا لأن المربين يميلون إلى التركيز على تحسين خط الذكور. تم تطوير نوعين مختلفين من الخيول السوداء: نوع فين أو لينكولنشاير ونوع ليستر أو ميدلاندز. يميل نوع فيين إلى أن يكون أكبر، مع المزيد من العظام والشعر الزائد، في حين أن نوع ميدلاندز يميل إلى التحمل أكثر مع كونه ذو مظهر أدق.
تم استخدام مصطلح «حصان شاير» لأول مرة في منتصف القرن السابع عشر، وبدأت السجلات غير المكتملة في الظهور قرب نهاية القرن الثامن عشر. يعد "حصان (بالإنجليزية: Packington Blind Horse)‏"، من ليسيسترشاير، أحد أشهر الخيول في ذلك العصر، حيث تم تسجيل أحفاده المباشرين من 1770 إلى 1832. يُعرف هذا الحصان عادةً بأنه الفحل الأساسي لسلالة شاير، وقد وقف في مربط الخيول من عام 1755 إلى 1770. خلال القرن التاسع عشر، تم استخدام شاير على نطاق واسع كخيول عربات لنقل البضائع من الأرصفة عبر المدن والريف. خلقت الطرق الوعرة الحاجة إلى خيول كبيرة ذات عضلات واسعة.
في عام 1878، تم تشكيل جمعية عربة الخيول الإنجليزية، وفي عام 1884 غيرت اسمها إلى جمعية خيول شاير. نشرت الجمعية كتابًا للخيول، وكانت الطبعة الأولى في عام 1878 تحتوي على 2381 فحلًا وسجلات ترجع إلى عام 1770. بين عامي 1901 و 1914، تم تسجيل 5000 شيير كل عام لدى الجمعية.
تم استيراد الخيول الأولى إلى الولايات المتحدة في عام 1853، مع استيراد أعداد كبيرة من الخيول في ثمانينيات القرن التاسع عشر. تأسست جمعية خيول شاير الأمريكية في عام 1885 لتسجيل السلالة والترويج لها. سرعان ما أصبحت جزيرة شاير مشهورة في الولايات المتحدة، وتم استيراد ما يقرب من 4000 شيير بين عامي 1900 و 1918. تم تسجيل حوالي 6700 شيير لدى الاتحاد الأمريكي بين عامي 1909 و1911.
في وقت قريب من الحرب العالمية الثانية، قللت الميكنة المتزايدة واللوائح الصارمة على شراء علف الماشية من الحاجة إلى خيول الجر والقدرة على الاحتفاظ بها. تم ذبح الآلاف من شايرز وتم إغلاق العديد من ترصيع التكاثر الكبيرة. انخفضت السلالة إلى أدنى مستوى لها في الخمسينيات والستينيات، وفي عام 1955 تم عرض أقل من 100 حصان في معرض الربيع البريطاني السنوي.
في السبعينيات، بدأ إحياء السلالة من خلال زيادة الاهتمام العام. تم إنشاء جمعيات سلالات في الولايات المتحدة وكندا وهولندا وفرنسا وألمانيا، وفي عام 1996، عُقد أول مؤتمر عالمي لخيول شاير في بيتربورو. كان أول استخدام في سلالة التلقيح الاصطناعي من خلال السائل المنوي المجمد مع العديد من الأفراس الأسترالية في عام 1997.
بين عشرينيات وثلاثينيات القرن الماضي واليوم، تغيرت شيري في التشكل. تم استخدام كليدسدال للتكاثر الخليط في الخمسينيات والستينيات من القرن الماضي، مما أدى إلى تغيير شكل شاير وأبرزها تغيير الريش على الساقين السفلية من كتلة من الشعر الخشن إلى الريش الحريري المرتبط بـشاير الحديثة.
في ذروة تعداد سكانها، كان عدد سكان شيريس أكثر من مليون. في الخمسينيات والستينيات من القرن الماضي، انخفض هذا العدد إلى بضعة آلاف. في الولايات المتحدة، انخفض عدد سكان شاير بشكل ملحوظ في الجزء الأول من القرن العشرين، واستمر في الانخفاض في الأربعينيات والخمسينيات. بين عامي 1950 و1959، تم تسجيل 25 حصانًا فقط في الولايات المتحدة. ومع ذلك، بدأت الأعداد في الزيادة، وتم تسجيل 121 حصانًا في الولايات المتحدة بحلول عام 1985.
يقام المعرض الوطني لربيع خيول شاير سنويًا وهو أكبر معرض شاير في بريطانيا العظمى.
تم إدراج حالة حفظ شاير من قبل(بالإنجليزية: Rare Breeds Survival Trust)‏ على أنها «معرضة للخطر»، مما يعني أن عدد السكان يقدر بأقل من 1500 رأس. في الولايات المتحدة، تصنفه منظمة حفظ الثروة الحيوانية على أنها «حرجة»،  بينما يسميها (بالإنجليزية: Equus Survival Trust)‏ بأنها «معرضة للخطر».

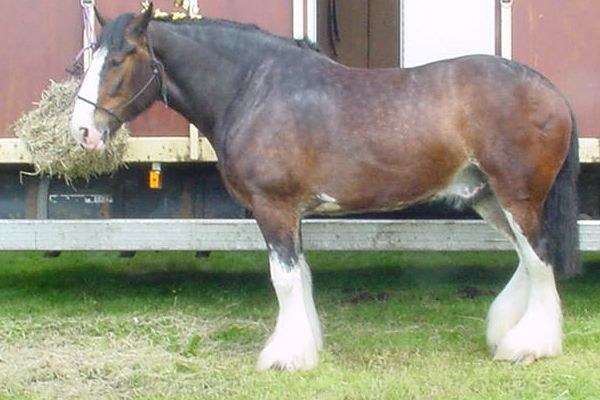
شاير ملون، يُظهر تأثير كلاديسدال في اللون والعلامات

## صفات
قد تكون فحول شاير سوداء أو خليجية أو بنية أو رمادية. قد لا تكون طافرة أو تحتوي على كميات كبيرة من العلامات البيضاء. قد تكون الأفراس والتزاوج سوداء أو خليجية أو بنية أو رمادية أو رمادية. قد لا تكون الفحول في المملكة المتحدة من الكستناء،  ولكن اللون مسموح به من قبل جمعية الولايات المتحدة.
يبلغ متوسط الارتفاع عند كتف الفحول المزروعة حوالي 178 سم (17.2 يد)، بحد أدنى 173 سم (17.0 ساعة)؛ يجب أن يقف التزاوج على الأقل 168 سم (16.2 ساعة)، والأفراس لا تقل عن 163 سم (16.0 ساعة). يتراوح الوزن من 850 إلى 1100 كجم (1870 إلى 2430 رطلاً) للتزييف والفحول، مع عدم وجود معيار محدد للأفراس.
رأس شاير طويل ونحيل، وعينان كبيرتان، ومثبتة على رقبة مقوسة قليلاً وطويلة بما يتناسب مع الجسم. الكتف عميقة وواسعة، والصدر عريض، والظهر عضلي وقصير، والجزء الخلفي طويل وواسع. لا يحدث الكثير من الريش على الساقين، والشعر يكون ناعمًا ومستقيمًا وحريريًا.
يشتهر شاير بمزاجه السهل. تم تحديد هذه السلالة على أنها معرضة لخطر الإصابة بالوذمة الليمفاوية المزمنة التقدمية، وهو مرض مزمن تقدمي يتضمن أعراض التورم التدريجي وفرط التقرن وتليف الأطراف البعيدة. يشبه هذا المرض الوذمة اللمفية المزمنة في البشر.
يتمتع شاير بقدرة هائلة على سحب الوزن. في عام 1924، في معرض بريطاني، قُدر أن زوجًا من الخيول قد سحب حمولة ابتدائية تساوي 50 طنًا، على الرغم من عدم إمكانية تحديد الرقم الدقيق لأن سحبهما تجاوز الحد الأقصى للقراءة على مقياس القوة. يعمل نفس الزوج من الخيول على قدم زلقة، وقد سحب 18.5 طنًا في معرض لاحق.
من المحتمل أن يكون أكبر حصان في التاريخ المسجل هو الماموث (المعروف أيضًا باسم سامبسون)، المولود في عام 1848. كان يبلغ ارتفاعه 219 سم (21.2 ساعة)، ويقدر وزنه الأقصى بـ 1524 كيلوجرامًا (3360 رطلاً).

## الاستخدامات
كان حصان شاير في الأصل هو السلالة الأساسية المستخدمة في سحب العربات لتوصيل البيرة من مصنع الجعة إلى المنازل العامة. لا يزال عدد قليل من مصانع الجعة يحافظ على هذا التقليد في المملكة المتحدة. وتشمل هذه مصانع الجعة وادوورث في ديفيزيس، ويلتشير،  ومصنع هوك نورتون للجعة،  ومصنع صموئيل سميث للخمور في تادكاستر،  مصنع الجعة روبنسونز ، ومصنع ثويتس للبيرة، الذي قام بالتسليم بواسطة شاير من من أوائل القرن التاسع عشر إلى العشرينات من القرن الماضي، ثم استؤنفت الخدمة في عام 1960، واستمرت عمليات التسليم التي تجرها الخيول حتى يومنا هذا. سحبت العديد من مصانع الجعة مؤخرًا فرق خيول شاير، بما في ذلك مصنع الجعة تيتلي في ليدز.
اليوم، تُستخدم السلالة أيضًا في أعمال الغابات وركوب الخيل.